# Lady Rojas Benavente
Lady Rojas Benavente es profesora universitaria peruana- canadiense. Trabaja en el departamento de Estudios Clásicos, Lenguas Modernas y Lingüística como educadora de literatura hispanoamericana en  la Universidad Concordia.
Lady Rojas Benavente es investigadora en teorías poéticas, narrativa y drama, los estudios de género, el feminismo, la educación contemporánea, los derechos humanos y la inmigración latina en Canadá. Benavente también participa de manera activa en la Asociación de artistas de Laval para promover más conocimiento sobre los autores latinoamericanos. Presentemente, es parte del organismo canadiense “Passages” que promueve la tolerancia en los centros de educación. Benavente se ocupa igualmente de un proyecto multicultural en el Colegio Marie de France sobre la situación de los inmigrantes peruanos en Montreal. Ha publicado poemas y cuentos en Canadá, Perú y Francia.

## Educación
- 1991 Doctorado en Literatura Hispánica de la Universidad Laval, Quebec, Canadá.
- 1985 Maestría en Literatura Española de la Universidad de Ottawa, Ontario, Canadá. Cum laude.
- 1983 Licenciatura en Artes en Historia y Español, Universidad de Ottawa, Ontario, Canadá.
- 1968 Diploma de calificación como profesor de enseñanza secundaria especializada en Lengua y Literatura Española, Psicología y Filosofía, Universidad Pedagógica Nacional de la Mujer, Lima, Perú. Cum laude.

## Obra
Rojas ha publicado los siguientes libros: Lavoie Sophie M.  & Lady Rojas Benavente (Eds.). Hilar historias, Antología de escritoras hispano-canadienses. Fredericton: Ed. De l'Ancre, 2020. 
Rojas Benavente, Lady. Ed. El Internacionalismo Americano de José Enrique Rodó. The American Internationalism of José Enrique Rodó. Buenos Aires: Enigma Eds., 2019.
Rojas Benavente, Lady  &  Sophie M. Lavoie  (Eds.).  Construyendo memoria: Escritoras latinocanadienses en el nuevo milenio. Toronto: ANTARES, 2017.
Alvarado Rivera, María Jesús. El Feminismo. Educación Femenina. Le Féminisme. L´Éducation féminine. Feminism. Feminine Education. Rojas Benavente, Lady, Ed. & literary article. Translator to French by Janine Edoin & to English by Alicia Zavala & Louise Sheils. Montreal: Editions Alondras, 2014. 188 pp. 
Su poemario: Water Star/ Estrella de agua. English translation directed by Sophie M. Lavoie.  Toronto: ANTARES, 2017. 86 pp.
Étoile d’eau. Estrella de agua. Paris: L'Harmattan (2006) traducido al francés por Nicole Barré. 
Sus obras de crítica literaria son: Canto poético a capela de las escritoras peruanas de 1900 a 1960. Lima: Editatu, 2010. 473 pp.
Alumbramiento verbal en los 90. Escritoras peruanas: signos y pláticasé Montreal: Editions Alondras, 2014. 314 pp. Second ed. (Lima: 1999); 
Con Catherine Vallejo: Celebración de la creación literaria de escritoras hispanas en las Américas (2000), y Poéticas de escritoras hispano-americanas al alba del próximo milenio (1998).

## Nominaciones
El Instituto Literario y Cultural Hispano de los Estados Unidos y la Argentina le acaba de entregar la Placa 2021 por "trayectoria crítica literaria", este 20 noviembre. http://www.registrocreativo.ca/Lady_Rojas_Benavente/Programa_Premios_ILCH_Resumen_Ana_de_Benedictis.pdf (enlace roto disponible en Internet Archive; véase el historial, la primera versión y la última).
La Sociedad Nacional Amantes del País, de Arequipa, Perú, le otorgó el Premio literario el 12 de marzo del 2019. 
En el 2004, Lady Rojas gana la medalla de honor de la Universidad de Pau y la ciudad Bagnères-de-Bigorres, de Francia. En el mismo año recibió la Medalla Pablo Neruda de la Asociación Peruana de Intelectuales. En año 2007, Lady Rojas también ganó dos premios en reconocimiento a su obra literaria y su participación cultural. El primero, un Diploma de Honor del Instituto Literario y Cultural Hispánico, en Luján - Argentina, y el segundo, una pintura de la artista Susana Beibe.